# バレーボールベトナム女子代表
バレーボールベトナム女子代表は、バレーボールの国際大会で編成されるベトナムの女子バレーボールナショナルチームである。

## 歴史
1961年に国際バレーボール連盟へ加盟。1991年アジア選手権に初出場し8位。2000年以降、アジア選手権に連続出場を果たしている。

## 過去の成績

### オリンピックの成績
- 出場なし

### 世界選手権の成績
- 出場なし

### アジア選手権の成績
- 1991年 - 8位
- 2001年 - 7位
- 2003年 - 6位
- 2005年 - 8位
- 2007年 - 7位
- 2009年 - 7位
- 2011年 - 7位
- 2013年 - 6位
- 2015年 - 5位
- 2017年 - 5位